# Dipseudopsis capensis
Dipseudopsis capensis är en nattsländeart som beskrevs av Walker 1852. Dipseudopsis capensis ingår i släktet Dipseudopsis och familjen Dipseudopsidae. Utöver nominatformen finns också underarten D. c. calcarata.